# FC Rotor Bishkek
El FC Rotor Bishkek es un equipo de fútbol de Kirguistán que juega en la Tercera Liga de Kirguistán, la tercera división de fútbol en el país.

## Historia
Fue fundado en el año 1950 en la ciudad de Frunze con el nombre FC Torpedo Frunze y fue uno de los equipos de fútbol más importantes de Kirguistán durante la época soviética. En la década de los años 1960s cambió su nombre por el de Selmashevets Frunze, y bajo ese nombre logró ganar 14 títulos de liga local, ninguno ganó más.
Tras la independencia de Kirguistán por la caída de la Unión Soviética, la historia no fue la misma luego de cambiar su nombre por el de Selmashevets Bishkek. En 1994 se fusionan con el Instrumentalschik Bishkek y nace el club actual, que en pocas ocasiones han participado en la Liga de fútbol de Kirguistán.

## Nombres Anteriores
- 1950-64: FC Torpedo Frunze.
- 1965-92: FC Selmashevets Frunze.
- 1992-94: FC Selmashevets Bishkek.
- 1994-hoy: Se fusiona con el Instrumentalschik Bishkek para hacer al FC Rotor Bishkek.

## Palmarés
- Liga de fútbol de Kirguistán: 16

1958, 1959, 1964, 1966, 1968, 1970, 1972, 1973, 1977, 1979, 1986, 1987, 1988, 1989, 1990, 1991
- Segunda Liga de Kirguistán: 1

1995